# Meeting international Mohammed-VI 2018
Navigation
Édition précédente Édition suivante
Le Meeting international Mohammed-VI 2018 se déroule le 13 juillet 2018 au Stade Moulay Abdallah de Rabat, au Maroc. Il s'agit de la neuvième étape de la Ligue de diamant 2018.

## Résultats

### Hommes
| Rang | Athlète           | Temps        | Points |
| ---- | ----------------- | ------------ | ------ |
| 1    | Christian Coleman | 9 s 98 (=MR) | 8      |
| 2    | Ronnie Baker      | 9 s 98 (=MR) | 7      |
| 3    | Noah Lyles        | 9 s 99       | 6      |
| 4    | Michael Rodgers   | 10 s 01      | 5      |
| 5    | Reece Prescod     | 10 s 09      | 4      |
| 6    | Chijindu Ujah     | 10 s 19      | 3      |
| 7    | Yoshihide Kiryu   | 10 s 20      | 2      |
| 8    | Arthur Cissé      | 10 s 22      | 1      |

| Rang | Athlète              | Temps        | Points |
| ---- | -------------------- | ------------ | ------ |
| 1    | Akeem Bloomfield     | 44 s 33 (MR) | 8      |
| 2    | Abdalelah Haroun     | 44 s 69      | 7      |
| 3    | Matthew Hudson-Smith | 44 s 79      | 6      |
| 4    | Luguelín Santos      | 44 s 80      | 5      |
| 5    | Paul Dedewo          | 44 s 82      | 4      |
| 6    | Michael Cherry       | 45 s 40      | 3      |

| Rang | Athlète               | Temps              | Points |
| ---- | --------------------- | ------------------ | ------ |
| 1    | Brahim Kaazouzi       | 3 min 33 s 22 (PB) | 8      |
| 2    | Filip Ingebrigtsen    | 3 min 33 s 40      | 7      |
| 3    | Ayanleh Souleiman     | 3 min 33 s 42      | 6      |
| 4    | Jakub Holuša          | 3 min 33 s 80      | 5      |
| 5    | Charles Da'Vall Grice | 3 min 34 s 20      | 4      |
| 6    | Ryan Gregson          | 3 min 34 s 38      | 3      |
| 7    | Aman Wote             | 3 min 34 s 39      | 2      |
| 8    | Charles Simotwo       | 3 min 34 s 75      | 1      |

| Rang | Athlète         | Temps                  | Points |
| ---- | --------------- | ---------------------- | ------ |
| 1    | Yomif Kejelcha  | 7 min 32 s 93 (WL, PB) | 8      |
| 2    | Birhanu Balew   | 7 min 34 s 26 (PB)     | 7      |
| 3    | Stewart McSweyn | 7 min 34 s 79 (PB)     | 6      |
| 4    | Paul Chelimo    | 7 min 34 s 83          | 5      |
| 5    | Muktar Edris    | 7 min 36 s 13          | 4      |
| 6    | Hagos Gebrhiwet | 7 min 36 s 49          | 3      |
| 7    | Ryan Hill       | 7 min 36 s 81          | 2      |
| 8    | Eric Jenkins    | 7 min 38 s 19 (PB)     | 1      |

| Rang | Athlète                | Temps                 | Points |
| ---- | ---------------------- | --------------------- | ------ |
| 1    | Benjamin Kigen         | 8 min 6 s 19 (WL, PB) | 8      |
| 2    | Chala Beyo             | 8 min 7 s 27 (PB)     | 7      |
| 3    | Soufiane Elbakkali     | 8 min 9 s 58          | 6      |
| 4    | Hillary Bor            | 8 min 12 s 20         | 5      |
| 5    | Matthew Hughes         | 8 min 13 s 13         | 4      |
| 6    | Abraham Kibiwott       | 8 min 14 s 35         | 3      |
| 7    | Ibrahim Ezzaydouny     | 8 min 14 s 62 (PB)    | 2      |
| 8    | Nicholas Kiptanui Bett | 8 min 17 s 83         | 1      |

| Rang | Athlète                | Marque      | Points |
| ---- | ---------------------- | ----------- | ------ |
| 1    | Sam Kendricks          | 5,86 m (MR) | 8      |
| 2    | Paweł Wojciechowski    | 5,80 m      | 7      |
| 3    | Timur Morgunov         | 5,80 m      | 6      |
| 4    | Shawnacy Barber        | 5,60 m      | 5      |
| 5    | Thiago Braz            | 5,60 m      | 4      |
| 6    | Konstadínos Filippídis | 5,60 m      | 3      |
| 6    | Huang Bokai            | 5,60 m      | 3      |
| 8    | Scott Houston          | 5,45 m      | 1      |
| 8    | Renaud Lavillenie      | 5,45 m      | 1      |
| 8    | Kurtis Marschall       | 5,45 m      | 1      |

| \| Rang \| Athlète \| Marque \| Points \| \| ---- \| ------------------ \| -------------------- \| ------ \| \| 1 \| Magnus Kirt \| 89,75 m (MR, NR, PB) \| 8 \| \| 2 \| Andreas Hofmann \| 88,58 m \| 7 \| \| 3 \| Jakub Vadlejch \| 85,31 m \| 6 \| \| 4 \| Thomas Röhler \| 85,19 m \| 5 \| \| 5 \| Neeraj Chopra \| 83,32 m \| 4 \| \| 6 \| Ahmed Bader Magour \| 83,30 m \| 3 \| \| 7 \| Keshorn Walcott \| 83,26 m \| 2 \| \| 8 \| Andrian Mardare \| 81,28 m \| 1 \| |                    |                      |        |
| Rang | Athlète            | Marque               | Points |
| 1 | Magnus Kirt        | 89,75 m (MR, NR, PB) | 8      |
| 2 | Andreas Hofmann    | 88,58 m              | 7      |
| 3 | Jakub Vadlejch     | 85,31 m              | 6      |
| 4 | Thomas Röhler      | 85,19 m              | 5      |
| 5 | Neeraj Chopra      | 83,32 m              | 4      |
| 6 | Ahmed Bader Magour | 83,30 m              | 3      |
| 7 | Keshorn Walcott    | 83,26 m              | 2      |
| 8 | Andrian Mardare    | 81,28 m              | 1      |

### Femmes
| Rang | Athlète                        | Temps        | Points |
| ---- | ------------------------------ | ------------ | ------ |
| 1    | Shaunae Miller-Uibo            | 22 s 29 (MR) | 8      |
| 2    | Dina Asher-Smith               | 22 s 40      | 7      |
| 3    | Jenna Prandini                 | 22 s 60      | 6      |
| 4    | Gabrielle Thomas               | 22 s 70      | 5      |
| 5    | Murielle Ahouré                | 22 s 70      | 4      |
| 6    | Jodie Williams                 | 23 s 26      | 3      |
| 7    | Blessing Okagbare-Ighoteguonor | 23 s 42      | 2      |
| 8    | Shashalee Forbes               | 23 s 51      | 1      |

| Rang | Athlète                  | Temps         | Points |
| ---- | ------------------------ | ------------- | ------ |
| 1    | Francine Niyonsaba       | 1 min 57 s 90 | 8      |
| 2    | Natoya Goule             | 1 min 58 s 33 | 7      |
| 3    | Rababe Arafi             | 1 min 58 s 84 | 6      |
| 4    | Margaret Nyairera Wambui | 1 min 59 s 09 | 5      |
| 5    | Emily Cherotich Tuei     | 1 min 59 s 19 | 4      |
| 6    | Malika Akkaoui           | 1 min 59 s 27 | 3      |
| 7    | Lynsey Sharp             | 1 min 59 s 86 | 2      |
| 8    | Laura Roesler            | 2 min 0 s 56  | 1      |

| Rang | Athlète                     | Temps               | Points |
| ---- | --------------------------- | ------------------- | ------ |
| 1    | Hellen Obiri                | 14 min 21 s 75 (WL) | 8      |
| 2    | Sifan Hassan                | 14 min 22 s 34 (AR) | 7      |
| 3    | Letesenbet Gidey            | 14 min 23 s 14 (PB) | 6      |
| 4    | Senbere Teferi              | 14 min 23 s 33 (PB) | 5      |
| 5    | Agnes Jebet Tirop           | 14 min 24 s 24 (PB) | 4      |
| 6    | Genzebe Dibaba              | 14 min 42 s 98      | 3      |
| 7    | Eilish McColgan             | 14 min 52 s 83      | 2      |
| 8    | Caroline Chepkoech Kipkirui | 14 min 55 s 63      | 1      |

| Rang | Athlète            | Marque       | Points |
| ---- | ------------------ | ------------ | ------ |
| 1    | Brianna McNeal     | 12 s 51 (MR) | 8      |
| 2    | Sharika Nelvis     | 12 s 58      | 7      |
| 3    | Christina Manning  | 12 s 72      | 6      |
| 4    | Dawn Harper-Nelson | 12 s 86      | 5      |
| 5    | Tobi Amusan        | 12 s 87      | 4      |
| 6    | Cindy Roleder      | 12 s 87      | 3      |
| 7    | Pamela Dutkiewicz  | 12 s 89      | 2      |
| 8    | Yanique Thompson   | 12 s 93      | 1      |

| Rang | Athlète                    | Marque | Points |
| ---- | -------------------------- | ------ | ------ |
| 1    | Mirela Demireva            | 1,94 m | 8      |
| 2    | Yuliya Levchenko           | 1,94 m | 7      |
| 3    | Mariya Lasitskene          | 1,90 m | 6      |
| 3    | Kateryna Tabashnyk         | 1,90 m | 6      |
| 5    | Morgan Lake                | 1,90 m | 4      |
| 6    | Sofie Skoog                | 1,90 m | 3      |
| 7    | Marie-Laurence Jungfleisch | 1,90 m | 2      |
| 7    | Oksana Okuneva             | 1,90 m | 2      |

| Rang | Athlète           | Marque           | Points |
| ---- | ----------------- | ---------------- | ------ |
| 1    | Caterine Ibarguen | 14,96 m (WL, MR) | 8      |
| 2    | Kimberly Williams | 14,47 m          | 7      |
| 3    | Tori Franklin     | 14,42 m          | 6      |
| 4    | Gabriela Petrova  | 14,40 m          | 5      |
| 5    | Nubia Soares      | 14,30 m          | 4      |
| 6    | Ana Peleteiro     | 14,29 m          | 3      |
| 7    | Andreea Panturoiu | 14,15 m          | 2      |
| 8    | Olga Rypakova     | 13,83 m          | 1      |

| \| Rang \| Athlète \| Marque \| Points \| \| ---- \| ------------------- \| ------------ \| ------ \| \| 1 \| Christina Schwanitz \| 19,40 m \| 8 \| \| 2 \| Aliona Dubitskaya \| 19,21 m (PB) \| 7 \| \| 3 \| Valerie Adams \| 18,93 m \| 6 \| \| 4 \| Raven Saunders \| 18,51 m \| 5 \| \| 5 \| Brittany Crew \| 18,25 m \| 4 \| \| 6 \| Jessica Ramsey \| 18,17 m \| 3 \| \| 7 \| Fanny Roos \| 18,06 m \| 2 \| \| 8 \| Danniel Thomas-Dodd \| 18,04 m \| 1 \| |                     |              |        |
| Rang | Athlète             | Marque       | Points |
| 1 | Christina Schwanitz | 19,40 m      | 8      |
| 2 | Aliona Dubitskaya   | 19,21 m (PB) | 7      |
| 3 | Valerie Adams       | 18,93 m      | 6      |
| 4 | Raven Saunders      | 18,51 m      | 5      |
| 5 | Brittany Crew       | 18,25 m      | 4      |
| 6 | Jessica Ramsey      | 18,17 m      | 3      |
| 7 | Fanny Roos          | 18,06 m      | 2      |
| 8 | Danniel Thomas-Dodd | 18,04 m      | 1      |

## Légende
Records et Performances
- AR : Record continental (area record)
- CR : Record des championnats (championship record)
- MR : Record du meeting (meet record)
- NR : Record national (national record)
- OR : Record olympique (olympic record)
- PR : Record paralympique (paralympic record)
- PB : Record personnel (personal best)
- SB : Meilleure performance personnelle de la saison (season's best)
- WL : Meilleure performance mondiale de l'année (world leader)
- WJR : Record du monde junior (world junior record)
- WR : Record du monde (world record)

Circonstances et Conditions
- DNF : N'a pas terminé (did not finish)
- DNS : N'a pas pris le départ (did not start)
- DQ : Disqualification (disqualification)
- NM : Aucun essai valable enregistré (No Mark)
- Q : Qualifié « directement » au prochain tour (ou à la prochaine compétition), lors d'une compétition majeure, grâce au classement ou à la réalisation des minima (automatic qualifier)
- q : Qualifié au prochain tour (ou à la prochaine compétition), lors d'une compétition majeure, grâce au repêchage ou à la réalisation de l'une des meilleures performances parmi celles des « non qualifiés directement » (grâce au meilleur temps ou à la meilleure distance par exemple) (secondary qualifier)